# استودیو جانکشن پوینت
استودیو جانکشن پوینت (به انگلیسی: Junction Point Studios) (JPS) توسعه‌دهنده بازی ویدئویی مستقر در آستین، تگزاس بود. استودیو دیزنی اینتراکتیو در ژوئیه ۲۰۰۷ استودیو جانکشن پوینت را خریداری کرد تا یک بازی بر اساس اسوالد، خرگوش خوش‌شانس بسازد.
استودیو جانکشن پوینت در سال ۲۰۱۳ بسته شد.

## تاریخچه
این استودیو در سال ۲۰۰۵ توسط وارن اسپکتور و آرت مین تأسیس شد.
از ابتدا تا زمان خریداری شدن توسط استودیو دیزنی اینتراکتیو، جانکشن پوینت روی یک بازی مبتنی بر موتور سورس کار می‌کرد که قرار بود در شبکه توزیع شرکت ولو، استیم توزیع شود. بعداً مشخص شد که این یک بازی جدید در مجموعه نیمه‌عمر است که با خریداری شدن جانکشن پوینت لغو شد.
جانکشن پوینت بازی حماسه میکی را توسعه داد، یک بازی وی که در ۲۵ نوامبر ۲۰۱۰ در اروپا و در ۳۰ نوامبر در آمریکای شمالی منتشر شد. این بازی در مورد ماجراجویی میکی‌ماوس در Wasteland است، جهانی که شخصیت‌های فراموش شده‌ای مثل اسوالد، خرگوش خوش‌شانس در آن زندگی می‌کنند. جانکشن پوینت اعلام کرد که بازی «ترکیبی از اکشن و نقش آفرینی، روایت سنتی و انتخاب بازیکن» خواهد بود و از موتور Gamebryo بازی‌های Emergent Game Technologies استفاده خواهد کرد.
در تاریخ ۲۱ مارس ۲۰۱۲، وارن اسپکتور اعلام کرد که دنباله ای با عنوان حماسه میکی ۲: قدرت دو برای وی و وی یو در دست ساخت است.
در تاریخ ۲۹ ژانویه ۲۰۱۳، استودیو دیزنی اینتراکتیو تعطیلی استودیو را تأیید کرد.
قبل از تعطیل شدن، جانکشن پوینت در حال کار بر روی یک بازی ویدیویی به نام Project Goliath بود.

## بازی‌ها
| سال     | بازی                         | سکو                                                                     |
| ------- | ---------------------------- | ----------------------------------------------------------------------- |
| لغو شده | Untitled Half-Life 2 episode | مایکروسافت ویندوز (استیم)                                               |
| ۲۰۱۰    | حماسه میکی                   | وی                                                                      |
| ۲۰۱۲    | حماسه میکی ۲: قدرت دو        | مایکروسافت ویندوز، پلی‌استیشن ۳, ایکس‌باکس ۳۶۰, وی یو، پلی‌استیشن ویتا، وی |